# Thomas Dennerby
Thomas Dennerby (Enskede, 13 agosto 1959) è un allenatore di calcio ed ex calciatore svedese, di ruolo centrocampista, commissario tecnico della nazionale femminile indiana Under-17.
Allenatore della nazionale svedese femminile tra il 2005 e il 2012, è riuscito a vincere la medaglia di bronzo al campionato mondiale di Germania 2011, sconfiggendo la Francia nella Finalina per il terzo posto.

## Palmarès

### Giocatore

#### Competizioni internazionali
- Coppa Piano Karl Rappan: 1

Hammarby: 1983

### Allenatore
- Campionato svedese: 2

Djurgården/Älvsjö (femminile): 2003, 2004